# Niels Ryberg

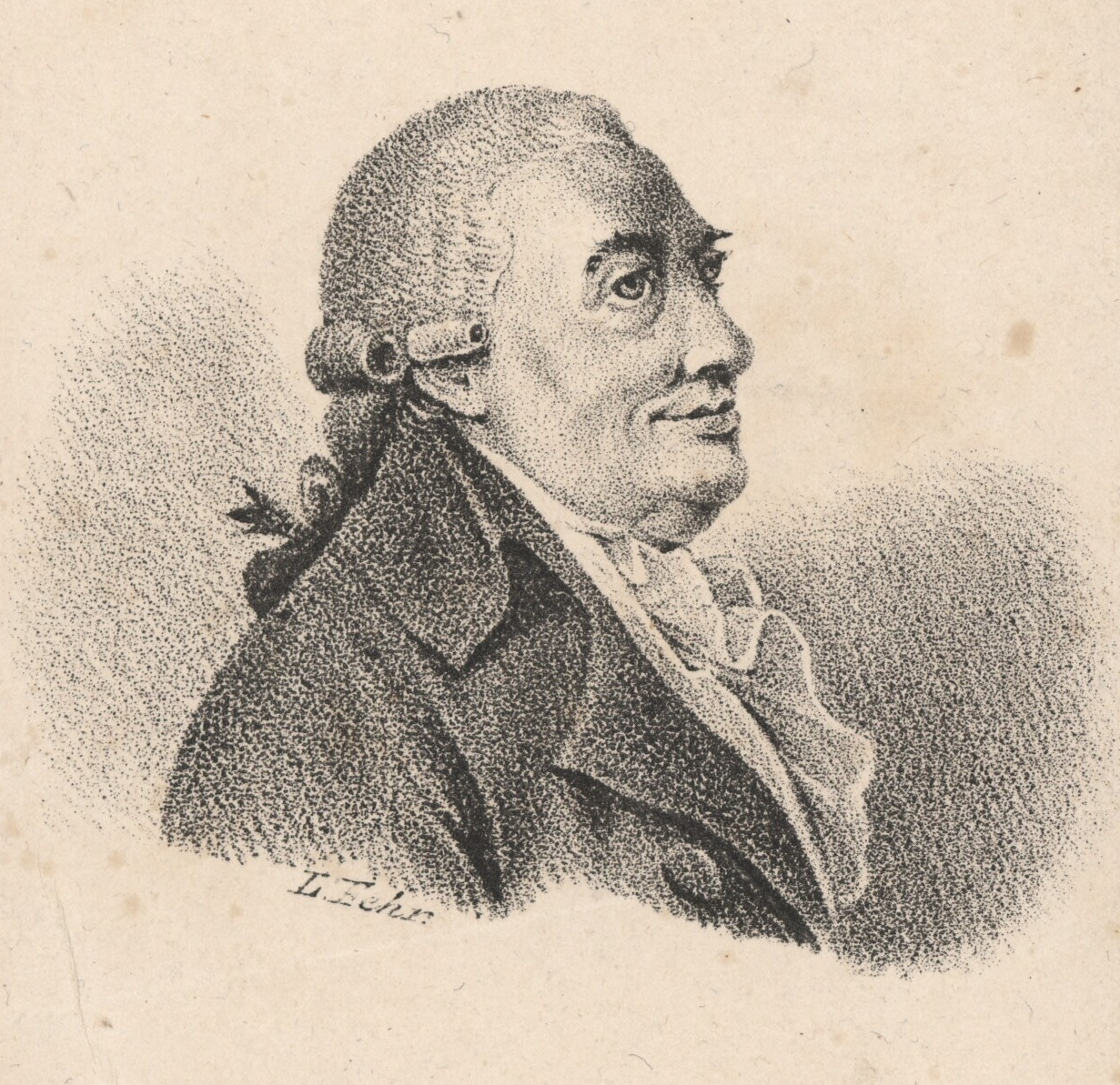
Niels Ryberg

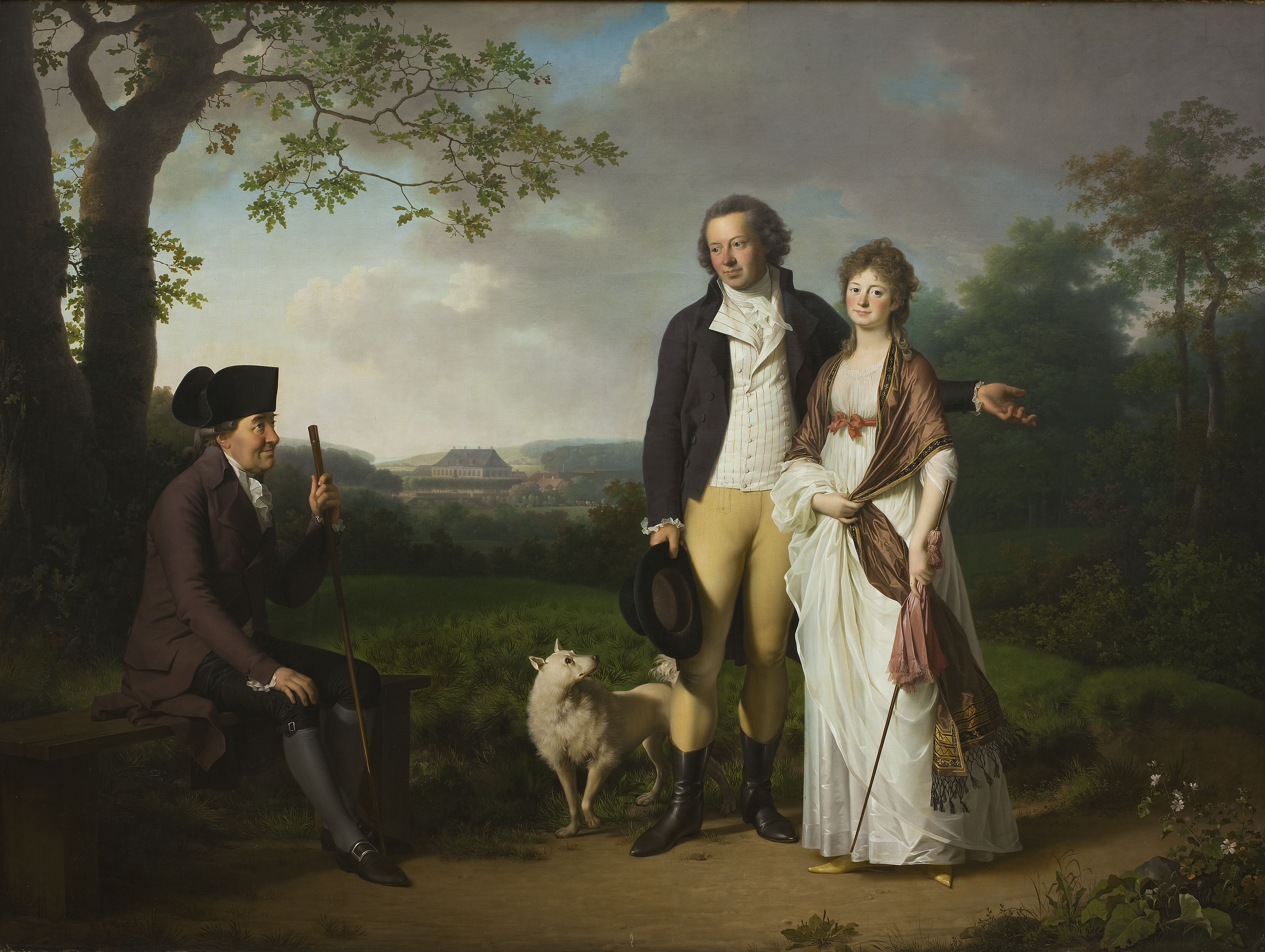
Jens Juel: Niels Ryberg mit Sohn und Schwiegertochter

Niels Ryberg (* 14. September 1725; † 29. August 1804 in Kopenhagen) war ein dänischer Kaufmann, Reeder und Gutsbesitzer.

## Leben
Ihm gehörte mit Ryberg & Thygesen das größte Handelshaus in Dänemark. Er war Direktor der Asiatischen Kompagnie und der königlich dänischen Westindischen Handelsgesellschaft. Ryberg gründete 1781 in Køng die Køng Fabrik, früher eine der ältesten und größten Leinenfabriken in Dänemark. Von 1784 bis zur Schließung der Fabrik 1906 war diese königlich-dänischer Hoflieferant. Im ehemaligen Verwaltungsgebäude befindet sich heute das Køng Museum.
1764 heiratete er Margaretha Dorothea Otte (1749–1767), die Tochter des Eckernförder Kaufmanns und Reeders Friedrich Wilhelm Otte.

## Trivia
Der einzige Färinger Nobelpreisträger Niels Ryberg Finsen wurde nach Niels Ryberg benannt.